# Gaden

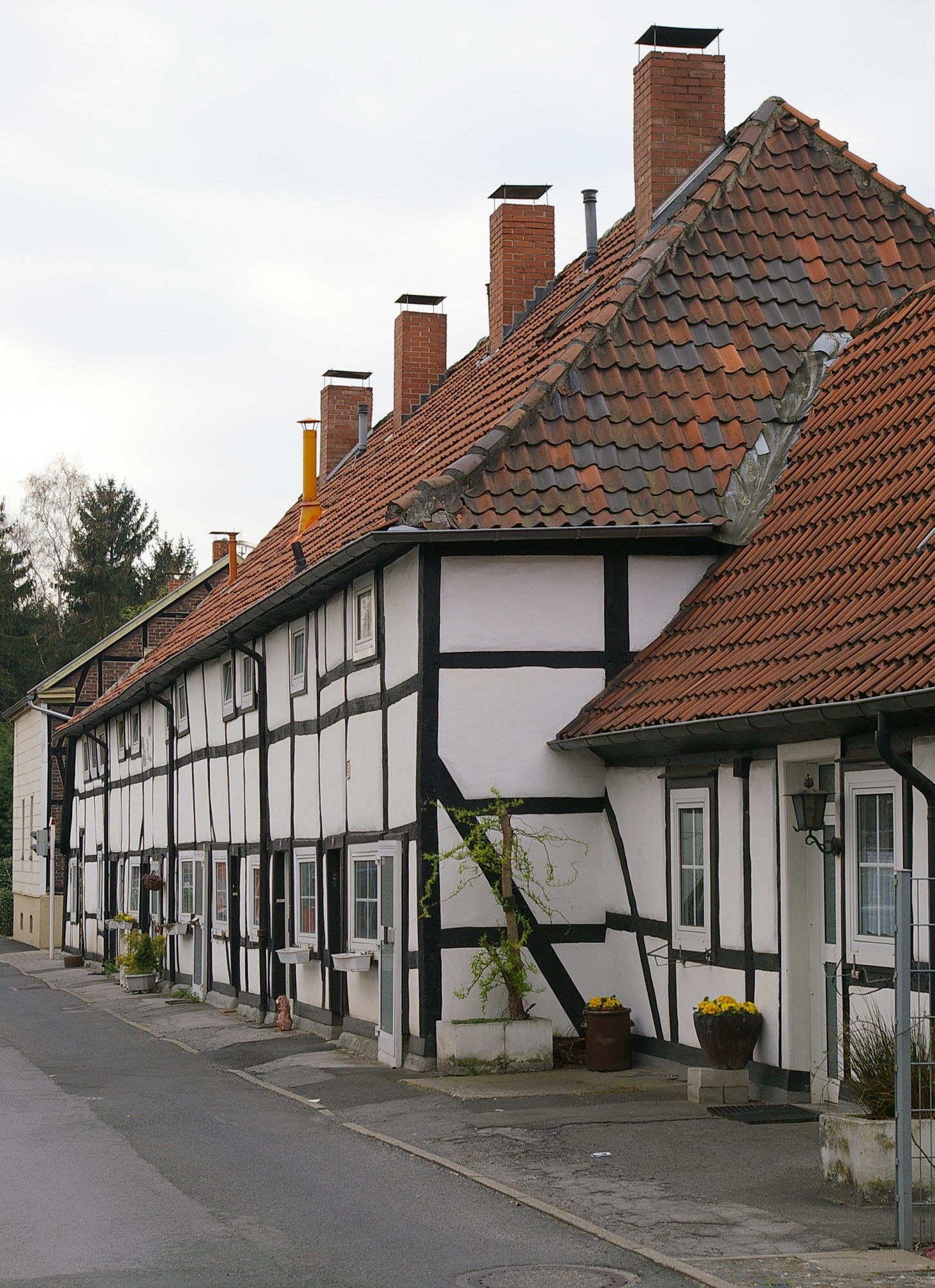
Salzsieder-Gademe in Unna-Königsborn, um 1780 erbaut

Der Ausdruck Gaden (auch Gadem, meist sächlich, im Schweizerdeutschen meist männlich) bezeichnet in der Architektur ein einräumiges Haus oder eine einzelne Räumlichkeit.

## Wortherkunft
Im Althochdeutschen bedeutet gadam oder gadum ‚Raum, Gemach, Scheune‘. Der lateinische Begriff aedes (klassisches Latein) bedeutet dasselbe: eine aus einem Raum bestehende Wohnung, ein Gemach, ein Zimmer, eine Zelle (Klosterzelle). Eine althochdeutsche Glosse übersetzt aedum mit den Begriffen: cadum, cadhum, kadum. Das sind offensichtlich latinisierte Formen von Gaden. Die beiden Worte haben also keinen gemeinsamen Ursprung. Die ursprüngliche Herkunft des Wortes Gaden ist unklar. Das meint auch Kluges Etymologisches Wörterbuch.
Der Ausdruck dürfte anfangs den umschlossenen Raum im Allgemeinen erfassen, das Haus im ursprünglichen Sinne, und geht dann im Laufe des Mittelalters auf andere Begriffe über, verschwindet aber aus dem modernen Sprachschatz:
- ‚kleines Anwesen‘ über die frühe Bauform des Eindachhofs – dieser Ausdruck verschwindet mit dieser schlichten Bauform
- oder es steht für ‚festes Haus‘ als Vorratsgebäude („Kasten“) oder Keller bzw. als Begriff staingadmis für das in Steinbauweise aufgeführte Wohngebäude (1. Hälfte des 14. Jahrhunderts in Südtiroler Urkunden[3]); hier wird das Wort von den allgemein werdenden Haus und Gebäude verdrängt
- und zum anderen – ähnlich wie Kammer – den abgeteilten Raum innerhalb eines Gebäudes, aber auch im Sinne von Geschoss[4] (für das „Kammer“ nicht stehen kann), etwa „pauen … dar zwair gaden hoch ist“ („Bau, der zwei Stockwerke hoch ist“) im Österreichischen Landrecht 1298.[5] Das Zimmer als Wort für den in – besserer und moderner – Blockbauweise ausgeführter Wohnraum verdrängt das Wort schon im Spätmittelalter, später die heizbare Stube. Auch für die Geschosse führt veränderte Bautechnik (feste Decken) zu moderneren Worten (Stockwerk aus dem Fachwerkbau, Geschoss bei Mauern, später auch Etage)

Das Wort ist im Hochmittelalter auch ein Maß für Bauholz, wohl über die zum Bau eines einfachen Gebäudes notwendige Menge als rechtlicher Begriff über Zuteilungen.
Nebenformen sind Gedem, Gadim oder Gahm. Grammatisches Geschlecht ist sächlich – das Gaden, so gibt Grimms Märchen etwa:

„Die altdeutsche Fabel von den Zwölfen, die zum Tursen (Riesen) kommen, und welche die Frau vorher warnt und aufs Gaden steigen heißt, ist nur moralisch anders gewendet.“

Als Plural steht Gaden, Gäden, Gademe oder selten Gädmer.

## Die Gaden der Kirchhöfe

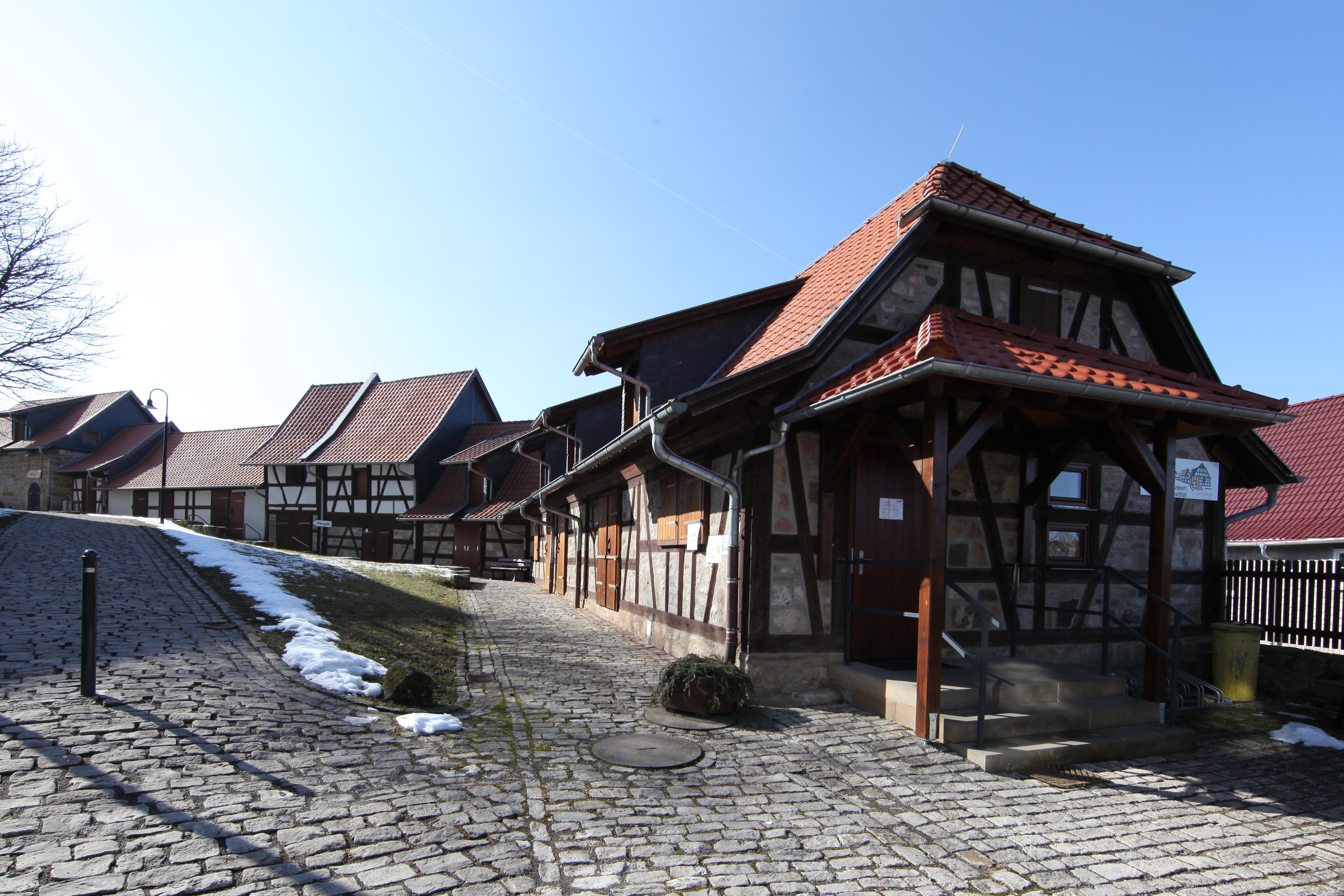
Gaden des Kirchhofs Streufdorf (Gemeinde Straufhain)-Zweiländermuseum

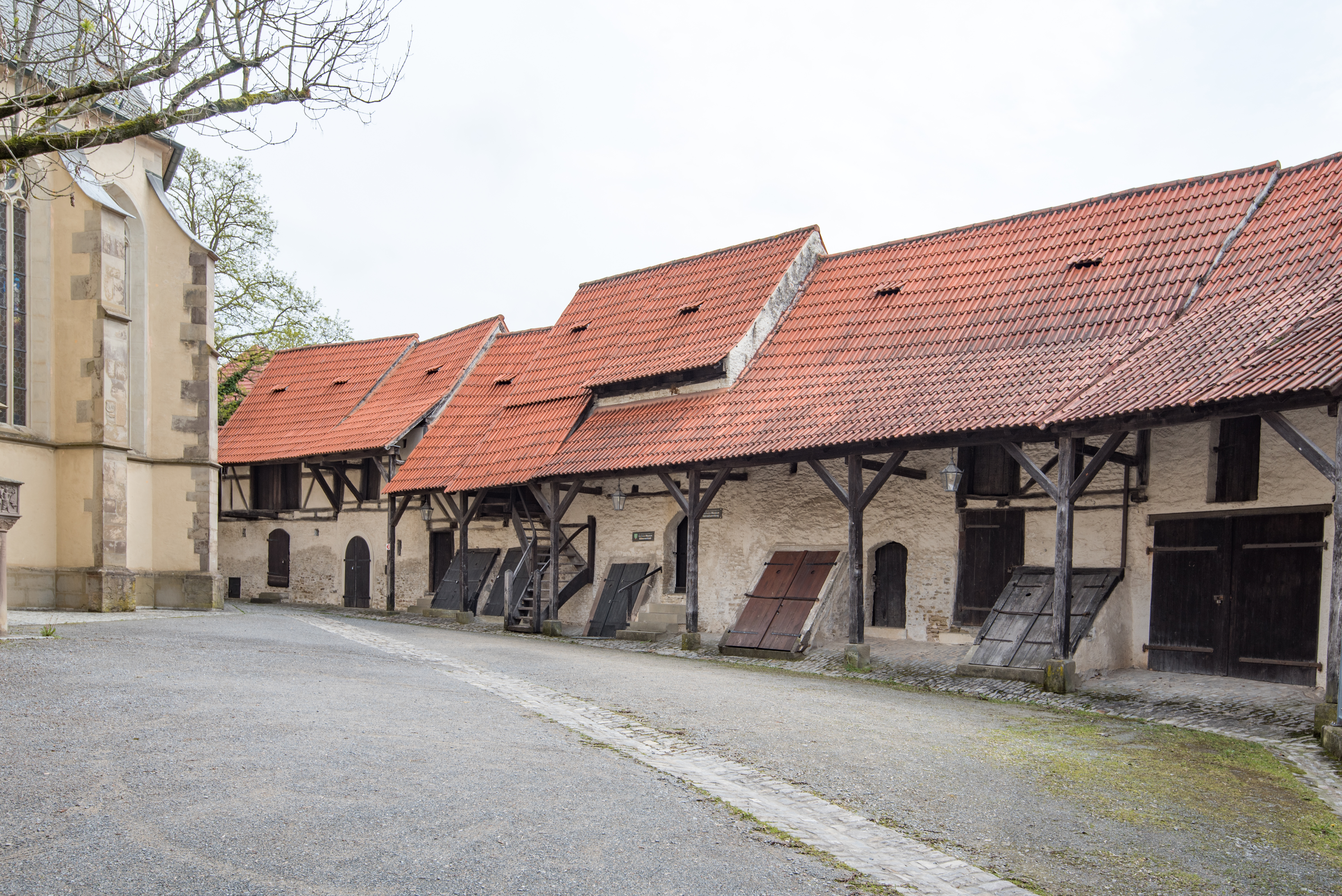
Gaden in der Kirchenburg Gochsheim

In Deutschland begegnen uns die Gaden im Zusammenhang mit befestigten Kirchen (auch: Kirchenburg, Wehrkirche) besonders in Süddeutschland. An die Außenmauern der Kirchenburg bzw. des befestigten Kirchhofs waren an der Innenseite (außen fensterlose) Lagerräume angefügt, in denen man in ruhigen Zeiten im Notfall, in unruhigen Zeiten ständig, die Erntevorräte sicher aufbewahrte. Die Erdgeschosse dienten oft als Kelter. In Kriegszeiten wurden Gaden auch kurzzeitig bewohnt. Fast komplett durch Gaden umbaute Kirchhöfe haben sich z. B. in Mönchsondheim oder Gochsheim erhalten. Die Kirchenburg von Ostheim v.d. Rhön hatte einst über 70 Gaden in ihrem Kirchhof und hat heute noch mehrere Gadenzeilen. Bauherren der Gaden waren wohlhabendere Dorfbewohner. Für die Gaden war eine jährliche Abgabe an die Kirche zu leisten.

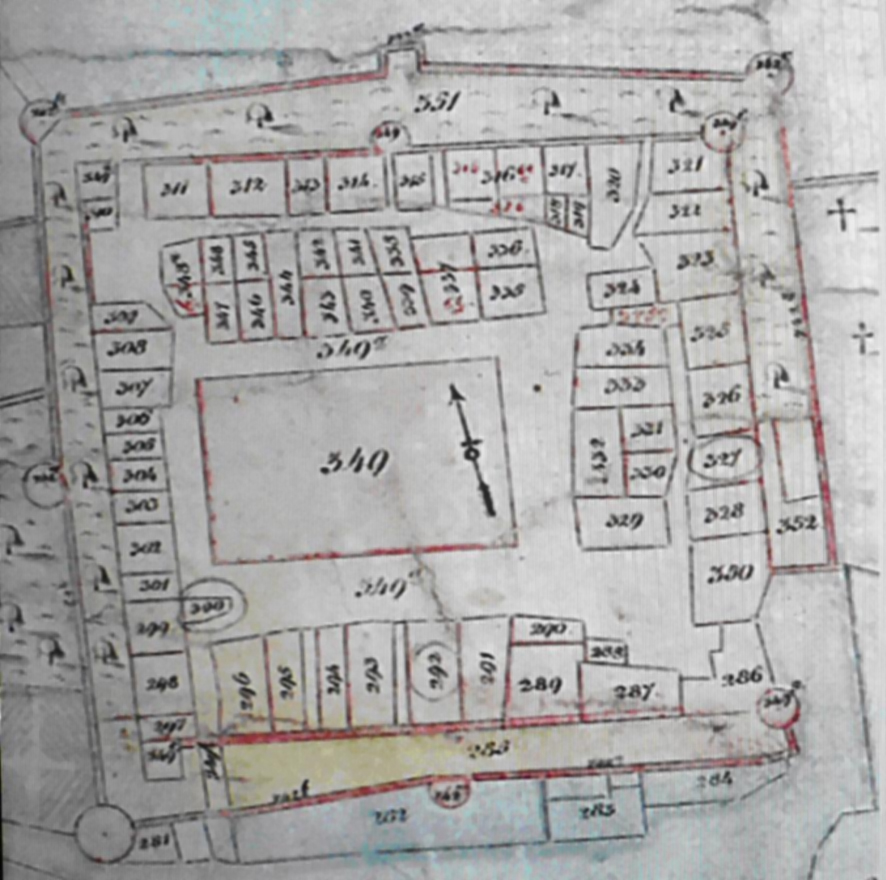
Kirchenburg Ostheim v.d. Rhön, Katasterplan von 1830/31. Deutlich zu sehen die enge Bebauung mit mehrzeiliger Gadenstruktur.

Ab Mitte des 18. Jahrhunderts riss man an vielen Orten die Gaden ab, es kam zu einem regelrechten „Gadensterben“, v. a. weil sie in ihrer Funktion als geschützte Lagerstätte nicht mehr gebraucht wurden.

## Gaden bei Burgen, Wohntürmen und Kirchen

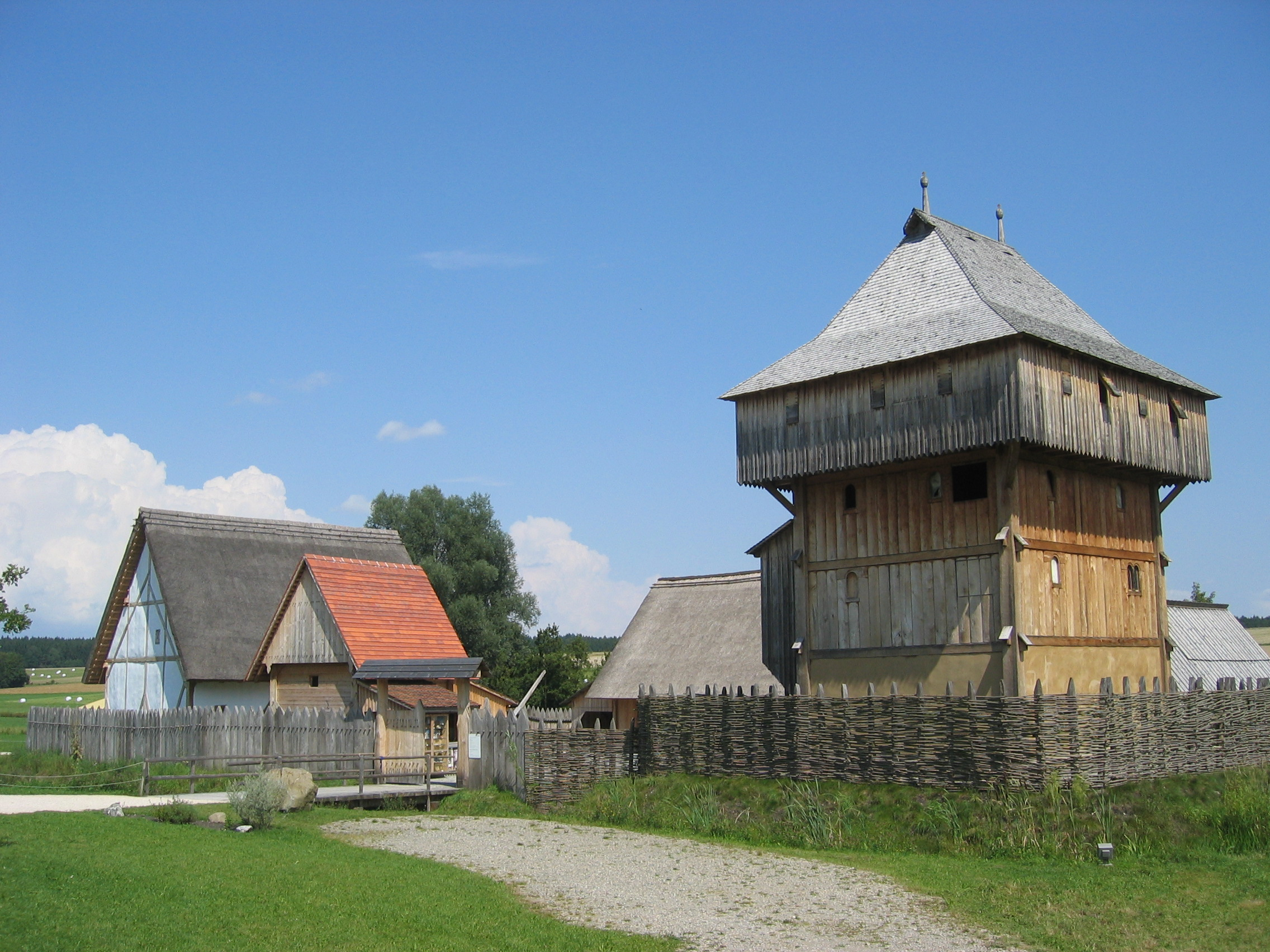
Obergaden auf einem Turm (Rekonstruktion)

Insbesondere im Zusammenhang mit Schweizer und süddeutschen  Wohntürmen spricht man von Gaden oder Obergaden („Oberstübchen“), wenn der Wohnturm einen meist ein-, manchmal auch zweistöckigen Aufbau, zumeist aus Holz, aufweist. In der Regel ragt der hölzerne Obergaden über das letzte gemauerte Stockwerk hinaus.
Auch in der mehrschiffigen Basilika bezeichnet man die Mauer des Mittelschiffs mit ihren Fenstern als Gaden oder Obergaden.
Die an die Außenseite der Trierer hauptmarktnahen Gangolf-Kirche angebauten flachen Verkaufshäuschen werden noch heute Gädemscher (hochdeutsch vielleicht 'Gademchen') genannt.

## Ortsnamen
In verschiedenen Landschaften sind zahlreiche Gaden bis heute erhalten, allein rund 60 in Warendorf. Sie sind oft erblich und werden teilweise noch genutzt oder als Sehenswürdigkeit erhalten.
Der Begriff ist heute nicht mehr sehr verbreitet, er ist jedoch teilweise noch in Orts- oder Eigennamen erhalten, etwa in Endungen auf -gad(en). In Orten mit erhaltenen Gaden blieb auch der Begriff in der Umgangssprache erhalten. Er wird allerdings je nach Landschaft unterschiedlich ausgesprochen und entsprechend unterschiedlich geschrieben. Der Duden hat sich auf die Schreibweise Gaden festgelegt.
An Ortsnamen wie Berchtesgaden ist festzustellen, dass die Abgrenzung zu Ableitungen aus Garten „umzäuntes Anwesen“ (zu ahd. gard/t, „Schutz“, vgl. Gatter) nicht einfach ist.

## Sonstiges
Die Bezeichnung Gaden kommt auch im Kirchenbau vor (Gaden, Lichtgaden, Obergaden) und meint dort die Fensterzone im oberen Teil des Mittelschiffs einer Basilika.